# Кинг Кримсън
„Кинг Кримсън“ (на английски: King Crimson, /kɪŋ ˈkɹɪmzən/) е английска прогресив рок група, създадена в Лондон през 1968 година и оказала влияние както върху прогресив рок движението в началото на 70-те години на ХХ век, така и върху множество съвременни музиканти. Групата преминава през много промени в състава, като за дългогодишната ѝ история през нея преминават двадесет и двама музиканти. През годините единственият постоянен член на групата е китаристът Робърт Фрип, който е смятан за неин лидер и движеща сила.
В групата са свирили значими музиканти като Грег Лейк, Иън Макдоналд, Бил Бръфорд, Ейдриън Белю. В последния действащ състав на Кинг Кримсън, освен Фрип, свирят Яко Якджик, Тони Левин, Мел Колинс, Пат Мастелото, Гавин Харисън, Джереми Стейси и Бил Рифлин.
„Кинг Кримсън“ има много верни последователи и да класирани на 87-о място сред 100-те най-велики музиканти на хардрока от „Ви Ейч Уан“. Макар да са смятани за ключова прогресив рок група, те често се дистанцират от този стил – освен че повлияват няколко поколения в прогресив рока и психеделичния рок, те оказват влияние също на алтернативния метъл, хардкора и експерименталната музика.
Развила се от неуспешното психеделично трио „Джайлс, Джайлс енд Фрип“, ранната „Кинг Кримсън“ изиграва важна роля във формирането на ранния прогресив рок, повлиявайки силно и видоизменяйки музиката на свои съвременници, като „Йес“ и „Дженезис“. Дебютният им албум „In the Court of the Crimson King“ (1969) остава техният най-успешен и влиятелен със своите елементи на джаз, класическа и експериментална музика. Популярността им нараства след изпълнение като подгряваща група на „Ролинг Стоунс“ в лондонския „Хайд Парк“ през 1969 година. След албумите „In the Wake of Poseidon“ (1970), не толкова успешния вдъхновен от камерния джаз „Lizard“ (1970) и „Islands“ (1971) групата се трансформира и променя инструментацията си, заменяйки саксофона с цигулка и необичайна перкусия, за да развие собствен вариант на европейската рок импровизация, достигайки нов творчески връх с албумите „Larks' Tongues in Aspic“ (1973), „Starless and Bible Black“ (1974) и „Red“ (1974). Фрип разпуска групата през 1974 година.
През 1981 година „Кинг Кримсън“ се формират отново с нова насока в музикалното направление и инструментацията – включват за пръв път смесица от британски и американски участници, използват двойна китара и тейп луп система и показват влияния от гамелан, постпънк и нюйоркски минимализъм. Този период продължава три години и донася тройката албуми „Discipline“ (1981), „Beat“ (1982) и „Three of a Perfect Pair“ (1984). След ново десетилетно прекъсване през 1994 година Фрип възстановява групата като секстет, съчетавайки подходите си от средата на 70-те и 80-те години с новите креативни възможности, предлагани от MIDI технологията. Това води до нов тригодишен период на активност, включващ издаването на „Thrak“ (1995). „Кинг Кримсън“ се събират за пореден път през 2000 година като индъстриъл ориентиран квартет, издавайки „The Construkction of Light“ (2000) и „The Power to Believe“ (2003). След други промени в състава групата се разширява до квинтет с двама барабанисти за турне през 2008, отбелязващо нейната 40-годишнина. След ново прекъсване през 2013 година „Кинг Кримсън“ се събира като септет (а след това и октет) с необичайното използване на три комплекта барабани и връщане в състава на саксофон и флейта за пръв път от 1972 година.

## История

### Начало
През август 1967 година барабанистът Майкъл Джайлс и неговият брат, басистът Питър Джайлс, които от ранна възраст работят като професионални музиканти в Дорсет, пускат обяви за „пеещ органист“, който да се включи в групата, която искат да създадат. Робърт Фрип, също музикант от Дорсет, отговаря на обявата, въпреки че нито свири на орган, нито пее, и така е създадена групата „Джайлс, Джайлс енд Фрип“. Триото записва няколко ексцентрични сингъла и еклектичния албум „The Cheerful Insanity of Giles, Giles and Fripp“. Въпреки че съвременните почитатели на прогресив рока откриват в гротескната сага за мазния Родни „The Saga of Rodney Toady“ всички основни елементи на стила и групата се доближава до ръба на успеха, като дори има участие в телевизионно предаване, тя така и не успява да направи търговски пробив.
Опитвайки се да обогатят звученето на групата, тримата привличат Иън Макдоналд, изпълнител на клавишни и дървени духови инструменти. Макдоналд довежда със себе си двама други нови участници – тогавашната му приятелка и бивша певица на „Феърпорт Конвеншън“ Джуди Дайбъл, чийто кратък престой в групата приключва, когато двамата се разделят, както и авторът на текстове и дизайнер Питър Синфийлд. Макдоналд и преди си съструдничи със Синфийлд в писането на песни. Междувременно Фрип попада в лондонски клуб на групата „Клаудс“, която го вдъхновява да използва в работите си мотиви, повлияни от класическата музика, и да импровизира в търсене на нови идеи. Загубил интерес към по-повърхностните поп песни на Питър Джайлс, Фрип препоръчва в групата да се включи неговия стар приятел Грег Лейк, като замени Питър или самия Фрип. Питър Джайлс, който е разочарован от липсата на успех на групата се оттегля, оставяйки Лейк да стане басист и вокалист.
През януари 1969 започват първите репетиции, а премиерата им е забележителна – групата подгрява знаменития безплатен концерт на The Rolling Stones пред 650 000 зрители в Хайд Парк на 5 юли.
Името King Crimson (букв. на бълг. Крал Пурпур) е дадено на групата от поета Питър Синфийлд (Peter Sinfield) и най-често се идентифицира като синоним на Велзевул (Beelzebub) – принц на демоните и повелител на мухите. Според Робърт Фрип обаче това е резултат от неправилната транскрипция в английския език на арабската фраза „B'il Sabab“, означаваща „човек с цел“, довело до смесването ѝ със староеврейската дума „Ba'al-z'bub“, с която евреите означавали „Повелителя на мухите“.
Първият албум на Кинг Кримсън излиза на 10 октомври 1969 г. под името In the Court of the Crimson King. Впоследствие датата се приема за неофициалния рожден ден на прогресив рока въобще. След издаването му групата се отправя на първото си турне във Великобритания, а по-късно и в САЩ. По време на турнето започват да се проявяват музикалните различия между членовете и през декември 1969 Макдоналд и Джаелс обявяват напускането си. През следващата година двамата записват самостоятелен албум, който излиза под името Макдоналд енд Джаелс (McDonald and Giles) през 1971. По-късно, през 1976 Иън Макдоналд е сред основателите на американската рок група Форинър (Foreigner).

### 1970-те години
През първите няколко години на десетилетието съставът на Кинг Кримсън е изключително непостоянен. За кратко Фрип, Синфийлд и Лейк съществуват като трио и през март 1970 издават сингъла Cat Food/Groon. Започват и създаването на материала за новия албум. Междувременно към групата се присъединяват Мел Колинс (Mel Collins) – духови инструменти, като и басистът Питър Джаелс (Peter Giles) – брат на напусналия Майкъл Джаелс, който обаче участва само в записите на няколко песни. През април 1970 Грег Лейк обявява напускането си, за да се присъедини към Емерсън, Лейк енд Палмър (Emerson, Lake & Palmer).
На 15 май 1970 г. е издаден вторият албум на Кинг Кримсън In the Wake of Poseidon. На мястото на Лейк, като басист и певец, се включва Гордън Хаскел (Gordon Haskell), а като барабанист – Анди Маккулоч (Andy McCulloch). Този вариант на състава участва и в записите на третия албум Lizard. Като гост в едноименната песен пее Джон Андерсън (Jon Anderson) от Йес (Yes). Още преди неговото издаване обаче, през декември 1970, Хаскел и МакКлоч напускат групата. Получава се един странен формат, Кинг Кримсън са без певец, барабанист и басист, но с поет и духов инструменталист.
В началото на 1971 Фрип и Синфийлд обявяват прослушване, с което да запълнят групата. Сред явилите се кандидати за вокал е и младия Браян Фери (Bryan Ferry), лидер на едва прохождащата група Рокси Мюзик (Roxy Music). Фрип и Сенфийлд считат, че гласът му не подхожда на Кинг Кримсън, но и двамата са изключително впечатлени от неговото представяне. Впоследствие те помагат на Рокси Мюзик да сключат договор с E. G. Records. По-късно, през 1972, Синфийлд ще продуцира първият дългосвирещ албум на групата. Любопитен факт от бележника на Фрип за това прослушване е, че на него участва и Елтън Джон (Elton John).
В крайна сметка за барабанист е избран Иън Уолъс (Ian Wallace), а за певец – Боз Бърел (Boz Burrell). Търсенето на басист се проточва и Фрип решава, че вместо да си губи времето в напразни кастинги е по-лесно на научи Боз да свири на бас китара. Бърел обаче до смъртта си (на 21.09.2006) поддържа друга версия, че е избран, заради специфичния си, по-груб начин на звукоизвличане. Събрана, групата се отправя на продължително турне, по време на което е записан и издаден албумът Islands. В края на годината Кинг Кримсън се разделят и с текстописеца си Питър Синфийлд, който започва да работи предимно с приятеля си Лейк и да създава текстовете на Emerson, Lake & Palmer. През цялата следваща 1972 групата е на турне, като музикантите обявяват, че след него окончателно ще се разделят. Записите от това турне са използвани за първия официален концертен албум на Кинг Кримсън Earthbound.
Скоро след края на турнето Колинс, Уолейс и Бърел напускат групата и заедно с британската блус легенда Алексис Корнер (Alexis Korner) създават Snape (Бърел по-късно става басист на Бед Къмпани (Bad Company)). За пореден път в рамките на три години, Фрип трябва да започне от нула и да сформира практически нов състав. Първи към него се присъединява перкусиониста импровизатор Джейми Мюр (Jamie Muir), който от известно време е бил набелязан от Фрип като възможен член. След това идва Джон Уетън (John Wetton) – вокал и бас. Той е бивш член на групата Фемили и същевременно е познат на Фрип от колежанските му години. Уетън неведнъж е бил на крачка от присъединяване към групата. Фактът, че този път Фрип изгражда групата от нищото и че вече е пълновластен лидер, помагат тези планове най-сетне да се осъществят.
Към групата се присъединява и барабанистът на Йес Бил Бръфърд (Bill Bruford). Въпреки големия комерсиален успех на тази група, той решава да я напусне, за да участва в нестабилната и непредвидима Кинг Кримсън. За себе си Бръфорд е решил, че се интересува повече от изследването на нови музикални територии, като чувства, че рамката Кинг Кримсън му дава тази възможност. Накрая се присъединява и Дейвид Крос (David Cross) – цигулар, виолонист и клавири. Той придава едно ново звучене на групата. Сред като Питър Синфийлд е напуснал, на Кинг Кримсън е необходим и нов текстописец. По предложение на Уетън за тази работа е приет неговия приятел от детинство Ричард Палмър-Джеймс (Richard Palmer-James).
Така сформиран, съставът започва репетиции и в края на 1972 започва турне. Междувременно музикантите подготвят и материалите за следващия си албум Larks' Tongues in Aspic, който излиза в началото на 1973. През цялата тази година Кинг Кримсън обикалят Великобритания, Европа и САЩ. В този период от своето съществуване, групата демонстрира близки връзки с придобиващия все по-голяма популярност хевиметъл. Китарата на Фрип звучи агресивно и заема все по-важно място в композициите на групата. Специфичният стил на Бръфърд се среща с тежкия бас на Уетън. Често дисторшънът се ползва като ефект и за китарите на Фрип, и за струнните на Крос, и за баса на Уетън.
Джейми Мюр напуска групата в началото на 1973, малко след издаването на Larks' Tongues in Aspic. В последвалото дълго турне останалите членове започват да събират материал за следващия албум Starless and Bible Black. В началото на 1974 той е завършен. Интересен факт от историята на този албум е, че е студиен, но практически по-голямата част от него е записана по време на турнето. Изключения правят само парчетата „The Great Deceiver“ и „Lament“, както и част от „The Night Watch“, които са записани в студио. Това показва голямото значение, което Кинг Кримсън отдават на живото изпълнение. Самият Фрип е заявявал, че нито един друг тип запис не е в състояние достатъчно задоволително да улови атмосферата и енергията на групата. По време на това турне е записан и концертният албум USA, но той излиза на пазара едва през 1975.
Междувременно Дейвид Крос започва да се чувства некомфортно в групата. Неговата роля като цигулар е била по-изявена в началото на тази формация на Кинг Кримсън. Постепенно обаче музиката им се е развила, станала е значително по-твърда и шумна, и той все повече усеща, че дялът му става все по-незабелязан и страничен. В интервю заявява, че се е бил превърнал в клавир с поддържаща функция. Поради тези причини Крос обявява напускането си на групата, която като трио записва албумът Red.
В Red участват редица гост-музиканти: Робин Милър (Robin Miller) на обой, Марк Чаринг (Marc Charig) на корнет както и бившия член Мел Колинс на сопрано саксофон. Крос участва в парчето Providence, записано в едноименната столица на щата Род Айлънд. Иън Макдонълд също се връща като гост-музикант на алт саксофон, като има идеи да се включи и като официален член. Самият Фрип обаче не участва толкова активно в създаването на този албум. Той е запленен от творбите на мистика Георгий Гурджиев (George Gurdjieff), като дори се е говорило за окончателното му напускане и заместването му от Макдонълд. Така за втори път от основаването на Кинг Кримсън е имало идея групата да съществува и без него.
Тази формация на Кинг Кримсън така и не прави турне – два месеца преди албумът да излезе Фрип съобщава, че групата ще прекрати своето съществуване. „Това е краят на Кинг Кримсън и решението е окончателно“ казва той. Тогава на всички е изглеждало, че Red е краят, оказало се обаче, че това е само краят на една ера от съществуването на Кинг Кримсън.

### 1980-те години
През есента на 1980 г. Фрип решава отново да събера своя група. Китаристът свири няколко години с Дейвид Бауи, Браян Ино, Питър Гейбриъл и Дарил Хол. Закратко е и в групата „The League of Gentlemen“. Фрип е повлиян от модерните по това време стилове пост пънк и ню уейв, поради което идеята в началото е да се направи нещо коренно различно от Кинг Кримсън.
В състава се завръща барабанистът Бил Бръфорд, а зад микрофона застава певецът и китарист Ейдриън Белю. Квартетът е допълнен от басиста Тони Левин, който е свирил с Фрип в групата на Питър Гейбриъл. Първоначално формацията се казва „Discipline“, но само след няколко месеца се преименува на Кинг Кримсън. Така през септември 1981 г. излиза албумът „Discipline“, повлиян от минимализма, фънка и африканската ударна музика. В добавка към традиционните инструменти са използвали електронни барабани и чапманов стик. Музикални импровизации си личат в инструменталите „The Sheltering Sky“ и „Indiscipline“.
През юни 1982 г. е издаден следващият албум – „Beat“. За първи път групата остава в същия състав за повече от едно издание. Песните са вдъхновени от автори от бийт поколението като Джак Керуак, Нийл Касиди, Алан Гинсбърг, Уилям Бъроуз. Темите са предимно пътят, романтиката и екзистенциалната криза. Песента „Heartbeat“ е издадена като сингъл и попада в класацията за мейнстрим рок в САЩ. Групата прави голямо турне заедно с Рокси Мюзик.
Поради нарастващото напрежение между музикантите третият албум от този период – „Three of a perfect pair“ няма ясно изразено направеление. Решено е той да е разделен на „лява страна“ с поп-ориентирани песни, и „дясна страна“ с по-експериментално звучене. Тук е включена третата част от инструментала „Larks' Tongues in Aspic“. Концертът в Япония в подкрепа на албума излиза като видеозапис. След края на турнето през 1984 г. Фрип решава отново да прекрати съществуването на групата. Решението е посрещнато остро от Бръфорд и Белю. Вокалистът споменава, че разбира за решението от статия в списание „Musician“.

### 1990-те години
През 1994 г. Фрип събира нов състав на Кинг Кримсън. По това време у него назрява идеята за „двойното трио“ – формация с двама китаристи, двама басисти и двама барабанисти. Освен Белю, Левин и Бръфорд в състава са баскитаристът Трей Гън и барабанистът Пат Мастелото. Групата функционира като самопродуциращ се изпълнител, след като през 1991 г. Фрип създава с мениджъра Дейвид Сингългтън звукозаписната компания DGM (Discipline Global Mobile).
Новият звук на Кинг Кримсън се развива под влиянието на индустриалната музика, MIDI технологията и технологизацията в музиката. Това проличава в EP-то „VROOM“ от 1994 г., комбиниращ модерното тогава звучене, комбинирано с поп музиката от 60-те. Повечето от композициите са на Белю, което обяснява влиянията от групи като Бийтълс и Шадоус. Тези идеи за доразвити в единадесетия поред албум на групата – „THRAK“. Песни като „Sex Sleep Eat Drink Dream“, „Dinasour“ и баладата „One Time“ стават едни от най-запомнящите се от този период. Парчетата от този период са добре възприети, което води до издаването на няколко концертни албума.
„Двойното трио“ се задържа само три години, след като през 1997 г. Бръфорд решава да напусне. Фрип не е доволен от качеството на новия материал и в търсене на творческа насока, шестимата музиканти решават да работят в по-малки групи, наречени „ProjeKCts“ – експериментиране със стилове и до голяма степен импровизация са двете водещи концепции в тези странични проекти. Издадените албуми на страничните проекти са предимно ориентирани за японския пазар, а в средата на 2000-те записите са в ограничен тираж за колекционери.

### 2000-те години
Кинг Кримсън посреща новото хилядолетие с излизането на албума The Construkction of Light. Тони Левин си взима почивка от групата поради работа като сесионен музикант, поради което Трей Гън поема изцяло функциите на басист. Критиката възприема негативно изданието поради липса на нови идеи. Същата година излиза албумът „Heaven and Earth“ на страничния проект „ProjeKCt X“. Групата прави общо турне с Тул в подкрепа на двете издания.
През 2003 г. Кинг Кримсън записва последния си албум с нова музика – „The Power To Believe“. Малко след това Гън напуска групата, а Тони Левин се завръща. През 2004 г. музикантите си взимат нова почивка, след като от репетициите не се ражда нищо градивно.
През 2008 г. групата прави юбилейно турне по повод 40 години от създаването си. Към състава се присъединява барабанистът на Porcupine Tree Гавин Харисън.

### Последен състав и 50-годишнина
Робърт Фрип събира нов състав на групата през 2014 г. Музикантите вече са седмица, като в състава се завръща саксофонистът Мел Колинс. Бил Рифин става третият барабанист в състава, а за нов вокал и китарист е избран Яко Якджик. Якджик и Колинс свирят с Фрип в един от страничните проекти „Якджик, Фрип и Колинс“, като албумът от 2011 г. „A Scarity of Miracles“ е възприет положително.
През 2017 г. Бил Рифин сменя ролята си, като от барабаните се премества на клавишни инструменти. На негово място барабанист е Джеръми Стейси. Формацията не издава нови песни, но прави турнета в Америка, Европа и Азия и издава концертни албуми. През 2017 г. видеото към концертната версия на песента „Heroes“ (написана от Фрип за Дейвид Бауи) печели „Видео на годината“ на „Progressive Music Awards“.
През 2019 г. групата празнува своята 50-годишнина. Публикувани са 50 редки записи на песни на Кинг Кримсън, придружени от коментарите на продуцента Дейвид Сингълтън, който разказва историята на записването на всеки от хитовете. Последните концерти на Кинг Кримсън са през 2021 г. в САЩ и Япония.
Въпреки че групата не се е разпаднала официално, според Тони Левин групата е приключила активна дейност към края на 2022 г.

## Дискография

### Студийни албуми
- In the Court of the Crimson King (1969)
- In the Wake of Poseidon (1970)
- Lizard (1970)
- Islands (1971)
- Larks' Tongues in Aspic (1973)
- Starless and Bible Black (1974)
- Red (1974)
- Discipline (1981)
- Beat (1982)
- Three of a Perfect Pair (1984)
- THRAK (1995)
- The ConstruKction of Light (2000)
- The Power to Believe (2003)

### EP албуми
- Vrooom (1994)
- Level Five (2001)
- Happy with What You Have to Be Happy With (2002)

### Live албуми
- Earthbound (1972)
- USA (1975)
- The Great Deceiver (1992)
- B'Boom: Live in Argentina (1995)
- Thrakattak (1996)
- Epitaph (1997)
- The Night Watch (1997)
- Absent Lovers: Live in Montreal (1998)
- Live in Mexico City (1999)
- The ProjeKcts (1999)
- Heavy ConstruKction (2000)
- Vrooom Vrooom (2001)
- Ladies of the Road (2002)
- EleKtrik: Live in Japan (2003)
- Live in Argentina, 1994 (2012)